# Neujahrskonzert der Wiener Philharmoniker 1949

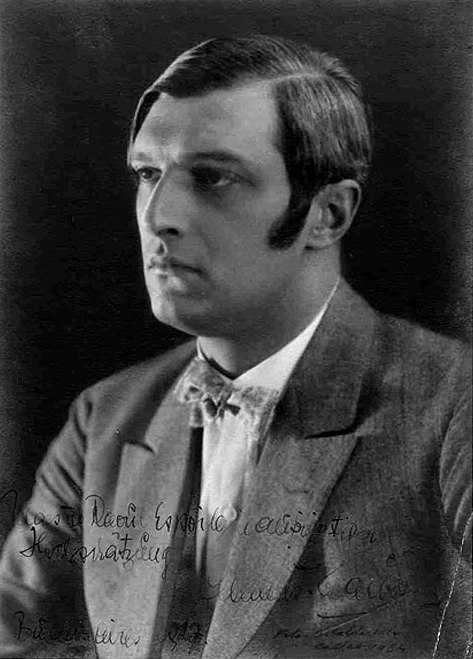
Clemens Krauss (1915)

Das Neujahrskonzert der Wiener Philharmoniker 1949 war das neunte Neujahrskonzert der Wiener Philharmoniker und fand am 1. Jänner 1949 im Goldenen Saal des Wiener Musikvereins statt. Dirigiert wurde es zum siebten Mal von Clemens Krauss, der diese Institution 1941 gemeinsam mit den Wiener Philharmonikern ins Leben gerufen hatte.

## Zusammenfassung
Streng genommen war es das zehnte Konzert zum Jahreswechsel, denn zur Jahreswende 1939/40 gab es bereits ein Außerordentliches Konzert der Wiener Philharmoniker, welches allerdings am Silvesterabend 1939 stattfand. Seit 1941 wurde es mit Ausnahme der Jahre 1946 und 1947, als er wegen seiner Nähe zum NS-Regime unter Dirigierverbot stand, von Clemens Krauss geleitet. 
Ebenfalls streng genommen war es das vierte Neujahrskonzert der Wiener Philharmoniker, denn erst Josef Krips führte 1946 diesen Titel ein, der fortan beibehalten wurde.

## Programm
1. Johann Strauss (Sohn): Neu-Wien, Walzer, op. 342[1]
2. Johann Strauss (Sohn): Annen-Polka, op. 117
3. Johann Strauss (Sohn): Csárdás aus „Ritter Pásmán“, op. 441
4. Josef Strauss: Dynamiden, Walzer, op. 173
5. Josef Strauss: Die Libelle, Polka mazur, op. 204
6. Josef Strauss: Lust-Lager-Polka, op. 19*
7. Johann Strauss (Sohn): ’S gibt nur a Kaiserstadt, ’s gibt nur a Wien, Polka, op. 291
8. Johann Strauss (Sohn): Tausend und eine Nacht, Walzer, op. 346*
9. Johann Strauss (Sohn): Neue Pizzicato-Polka, op. 449*
10. Johann Strauss (Sohn): Vergnügungszug, Polka schnell, op. 281
11. Johann Strauss (Sohn): Kaiser-Walzer, op. 437

### Zugaben
1. Johann Strauss (Sohn): Perpetuum mobile, Musikalischer Scherz, op. 257
2. Johann Strauss (Sohn): An der schönen blauen Donau (Walzer), op. 314

Werkliste und Reihenfolge sind der Website der Wiener Philharmoniker entnommen.
Die mit * gekennzeichneten Werke standen erstmals in einem Programm eines Neujahrskonzertes, wobei die Neue Pizzikato-Polka mit ihrer ersten Aufführung in diesem Konzert nicht verzeichnet wurde; als erste Aufführung wird dort 1954 angegeben.

## Besetzung (Auswahl)
- Clemens Krauss, Dirigent
- Wiener Philharmoniker